# ライアン・カンコウスキー
ライアン・カンコウスキー（Ryan Kankowski、1985年10月14日 - ）は、南アフリカ出身のラグビーユニオン選手。

## プロフィール
- ポジションはナンバーエイト(No.8)。
- 身長 193cm、体重 106kg
- 南アフリカ共和国代表に選ばれたことがある[2]。

## 略歴
セントアンドリュース高校、シャークスを経て、2012年、豊田自動織機シャトルズに加入。同年9月1日に行われたトップウェストAリーグ1stステージ第4節の中部電力戦に先発出場で日本での公式戦初出場を果たす。
2017年、NTTドコモレッドハリケーンズに加入。
2018年、NTTドコモレッドハリケーンズを退団した。